# BM Remudas
Club Balonmano Remudas (BM Remudas), officiellt Rocasa Gran Canaria ACE av sponsorsskäl, är en spansk handbollsklubb från Telde på Gran Canaria, bildad 1978. Damlaget spelar i den högsta nationella serien, División de Honor, sedan säsongen 1989/1990. Laget har tidigare hetat bland annat BM Rocasa Remudas och BM Vanyera Remudas.
Säsongen 2018/2019 blev laget spanska mästare för första gången.

## Spelare i urval
- Marta Mangué (2000–2002)
- Åsa Mogensen (Eriksson) (2001–2002)
- Silvia Navarro (2013–)
- Anna Rapp (Ljungdahl) (2001–2002)

## Meriter
- Spanska mästare 2019
- Challenge Cup-mästare 2016 och 2019